# グリーン湾 (ミシガン湖)
グリーン湾 (グリーンわん、Green Bay) は、北アメリカにある五大湖のひとつミシガン湖にある湾。アメリカ合衆国ミシガン州のアッパー半島南岸からウィスコンシン州東岸にかけて位置し、ウィスコンシン州のドア半島とミシガン州のガーデン半島およびその間の島々によって湖の他の部分と隔てられており、すべてナイアガラ崖によって形成されている。長さ120マイル（193km）、幅は10から20マイル（16から32km）で、面積は1626平方マイル（4,210km2）である。

## 概要
湾の南端には、フォックス川が流れ込むグリーンベイ市がある。湾とフォックス川の境にレオ・フリゴ記念橋（以前はタワー・ドライブ橋として知られていた）がかかっている。湾の中ほどには、スタージョン湾とペシュティゴ川がある。地元では、グリーン湾とグリーンベイ市と区別するためにグリーンベイ湾（Bay of Green Bay）と呼ばれている。
湾岸はウィスコンシン州の5つの郡（ブラウン郡、ドア郡、ケワニー郡、マリネット郡、オコント郡）とミシガン州の2つの郡（デルタ郡、メノミニー郡）に面している。
湾はフランス人探検家Jean Nicoletによってla baie des Puantsと命名され、17、18世紀の多くのフランスの地図に載っている。またフランス人はBaie Verteとも呼び、英語でもそれがグリーン湾として残っている。